# 毛興文
毛興文（琉球語：／ ；生卒年不詳），和名安里大親清信（琉球語：／ ），琉球國第一尚氏王朝末年至第二尚氏王朝初期人物。他是毛氏永村殿內的元祖，在尚圓王奪取王位過程中起著重要作用。
毛興文是泊村住人，在第一尚氏王朝時期，擔任大城掟。根據《球陽》記載，毛興文性質篤厚，才智出衆。一天晚上，毛興文自首里城歸家，途經安里橋時，偶遇一位器宇軒昂的老人。毛興文向其施禮，被老人請入林中。毛興文見林中有一座高樓，兩位老人在下圍棋，一名童子在一邊煎茶，心中感到奇怪，便告辭，特意留下一條馬鞭為記號。翌日，毛興文回去尋找高樓，不見蹤跡，只在林中發現了自己的馬鞭。毛興文便離去。此後在風清月明之夜徘徊此地，再度遇上老人。臨別時，老人賜予毛興文黃金一塊，邀請他在此地建宅。毛興文接受了老人的邀請，在此處建立茅宅，每逢花晨月夕，必設酒席，以邀知己，悠遊天年。
一天，御鎖側官內間金丸前往那霸，途中與毛興文偶然相遇。毛興文認為金丸有帝王之象，斷定其日後必然成為國君，與金丸頻繁來往，並經常以國君之禮禮待金丸。金丸非常驚懼，拂袖而去。在金丸上馬的時候，毛興文發現金丸的足下有痔，其色如金，更加認為這是帝王之相。
數十年之後，尚德王逝世。群臣商議擁立王世子為新的國王。毛興文突然「被神附身」，並吟誦歌謠（虎之子為虎，暴君之子是暴君，給我財貨的人是我的主上，內間御鎖是我的主上），群臣一起說表示附和。於是群臣廢黜了王世子，派人前往內間迎接金丸。金丸回到首里城即位，改名為尚圓，建立第二尚氏王朝。毛興文被尚圓王授予授安里地頭職。因毛興文邸宅附近靈異，尚圓王遂在其地建立宗廟，創立崇元寺。毛興文經常回到其留下馬鞭之地釣魚。死後，這塊地方被開闢為御嶽，稱浮繩嶽。